# Gmina Haczów

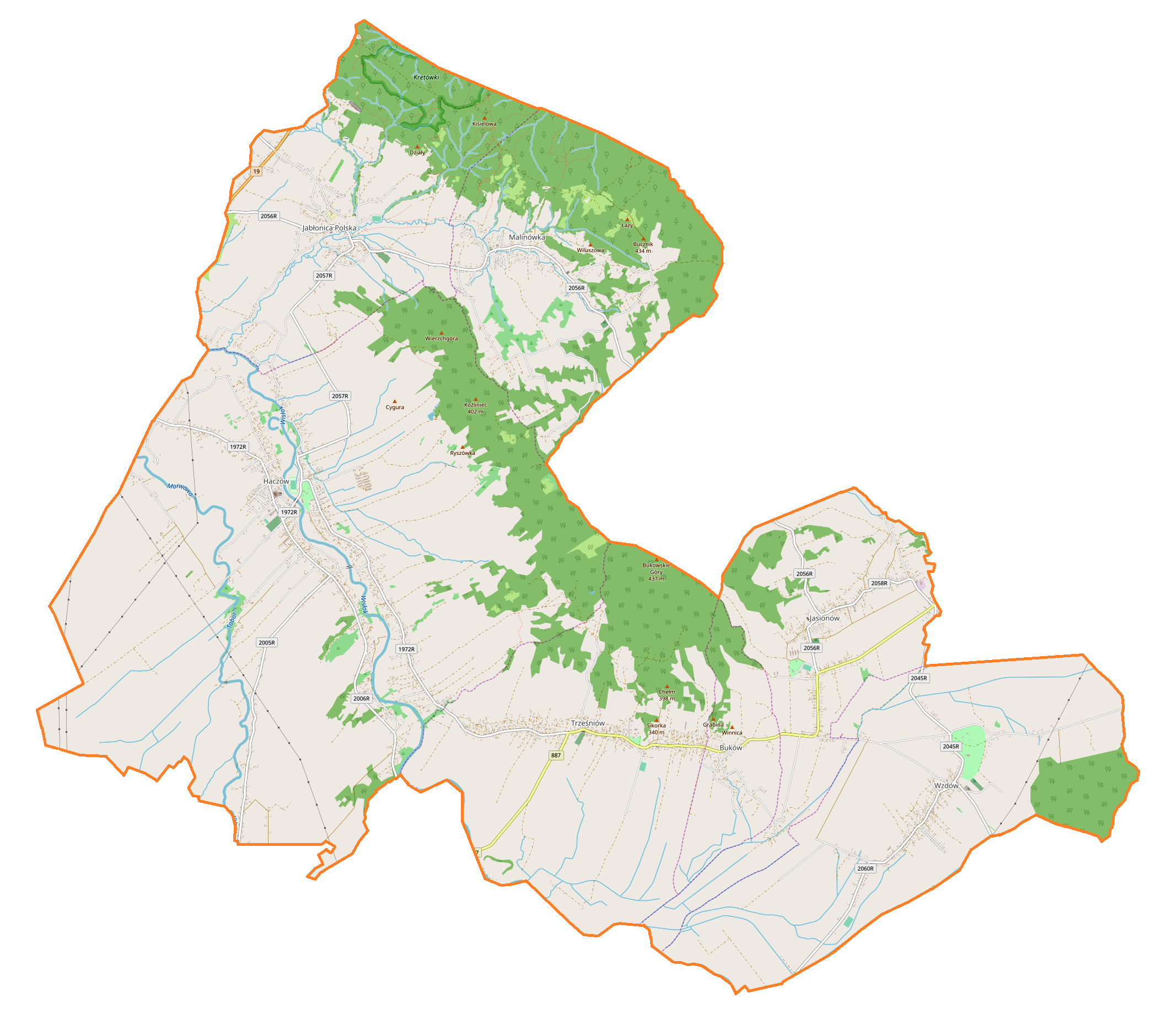
Karte der Landgemeinde

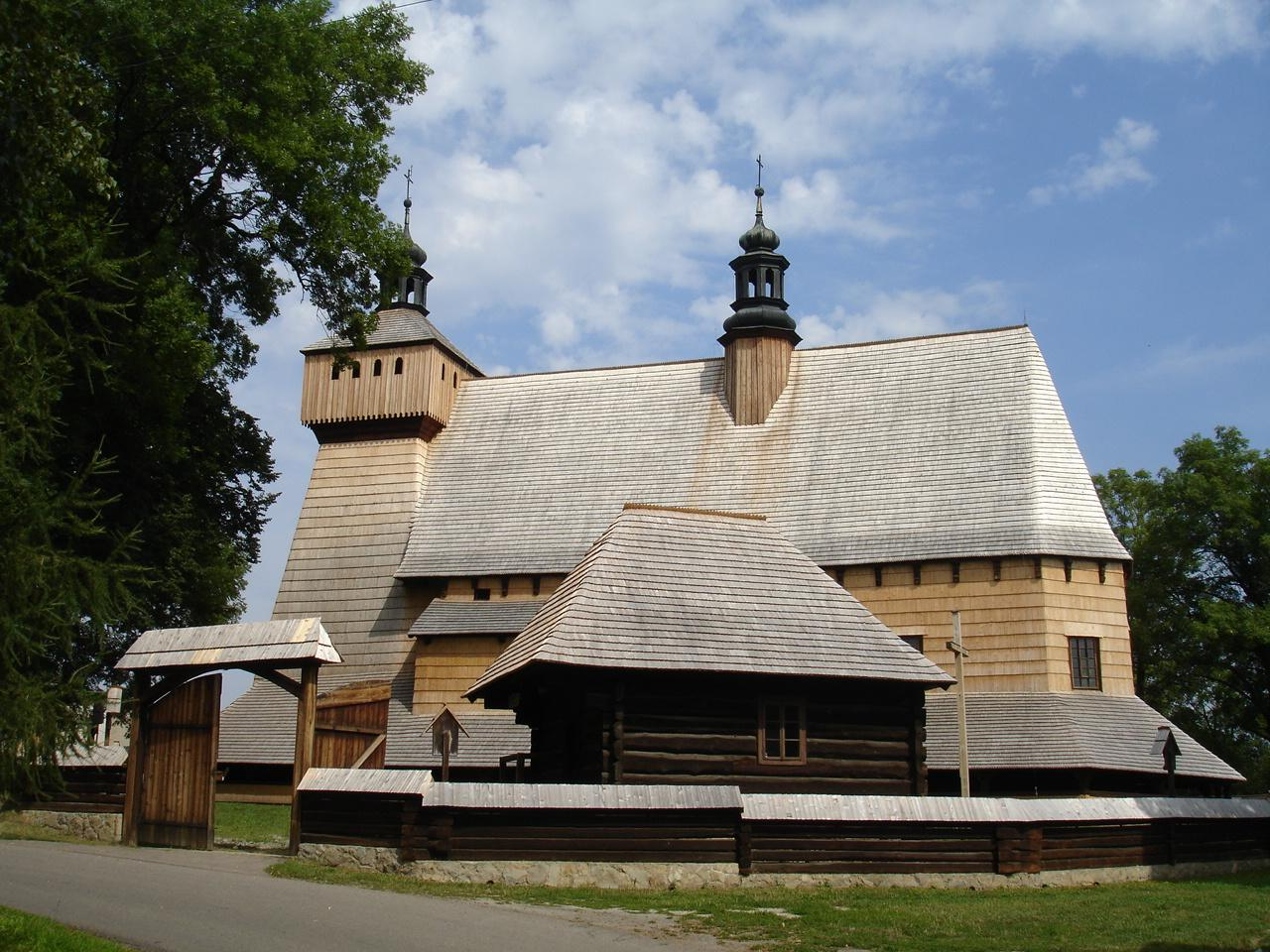
Spätgotische Holzkirche (14. Jh.) in Haczów

Die Gmina Haczów ist eine Landgemeinde im Powiat Brzozowski der Woiwodschaft Karpatenvorland in Polen. Ihr Sitz ist das gleichnamige Dorf mit etwa 3300 Einwohnern.

## Geographie
Die Gemeinde liegt im Karpatenvorland, acht Kilometer östlich von Krosno und etwa zwanzig Kilometer nordöstlich von Sanok. Zu den Gewässern gehört der Fluss Wisłok. 

## Geschichte
Im Jahr 1772 kamen die Orte zur österreichischen Provinz Galizien. Bis 1914 war das Gebiet Teil des Bezirks Sanok. Mit der Wiedererrichtung des polnischen Staates 1918 kamen die Dörfer 1920 zum damaligen Powiat Brzozowski der Woiwodschaft Lwów.
Von 1975 bis 1998 gehörte die Gemeinde zur Woiwodschaft Krosno.

## Gliederung
Zur Landgemeinde Haczów gehören folgende Dörfer mit Schulzenämtern:
- Buków
- Haczów
- Jabłonica Polska
- Jasionów
- Malinówka
- Trześniów
- Wzdów

## Sehenswürdigkeiten
- Die spätgotische Holzkirche (14. Jahrhundert) in Haczów gehört seit 2003 mit anderen Holzkirchen im südlichen Kleinpolen zum Weltkulturerbe der UNESCO.

## Persönlichkeiten
- Gustaw Truskolaski (1870–1934), General; geboren in Jasionów
- Bronisław Prugar-Ketling (1891–1948), General; geboren in Trześniów
- Marian Konieczny (1930–2017), Bildhauer; geboren in Jasionów.